# چارلز کاهورن
چارلز کاهورن (انگلیسی: Charles Caborn؛ زادهٔ ۲۵ اکتبر ۱۸۵۶) بازیکن فوتبال است.